# مايك غرين
مايك غرين (بالإنجليزية: Mike Green)‏ (8 سبتمبر 1946 بكارلايل في المملكة المتحدة - ) هو مدرب كرة قدم ولاعب كرة قدم بريطاني في مركز الدفاع. لعب مع نادي بريستول روفيرز ونادي بليموث أرجايل ونادي توركي يونايتد ونادي غيلينغهام ونادي كارلايل يونايتد وNewton Abbot A.F.C. ‏.

## وصلات خارجية
- مايك غرين على موقع قاعدة بيانات كرة القدم.إي يو (الإنجليزية)